# Montorso Vicentino
Montorso Vicentino is een gemeente in de Italiaanse provincie Vicenza (regio Veneto) en telt 2975 inwoners (31-12-2004). De oppervlakte bedraagt 9,2 km², de bevolkingsdichtheid is 323 inwoners per km².
De volgende frazioni maken deel uit van de gemeente: Ponte Cocco.

## Demografie
Montorso Vicentino telt ongeveer 1104 huishoudens. Het aantal inwoners steeg in de periode 1991-2001 met 6,3% volgens cijfers uit de tienjaarlijkse volkstellingen van ISTAT.
| Jaar | Inwoneraantal |
| ---- | ------------- |
| 1991 | 2685          |
| 2001 | 2854          |

## Geografie
Montorso Vicentino grenst aan de volgende gemeenten: Arzignano, Montebello Vicentino, Montecchio Maggiore, Roncà (VR), Zermeghedo.

## Externe link

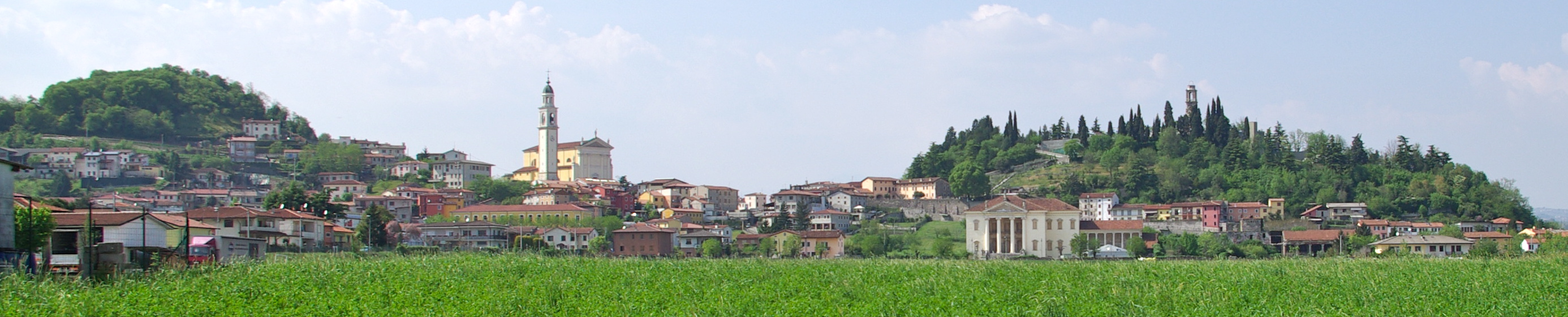
Montorso Vicentino